# Matthias Eberl
Matthias Eberl (* 1975 in München) ist ein deutscher Journalist.

## Arbeit
Eberl arbeitet als freier Journalist. Nach der Ausbildung an der Deutschen Journalistenschule und einem Journalistik-Studium promovierte er in Ethnologie an der LMU München.
Eberl wurde 2009 mit dem Deutschen Reporterpreis in der Kategorie Netz Reportage ausgezeichnet. Er setzt sich für die Verbreitung des Mediums der Audio-Slideshows ein.
Matthias Eberl arbeitet u. a. für die Süddeutsche Zeitung und erstellt hauptsächlich Audio-Slide-Shows. Bei diesen Präsentationsform wird eine thematische zusammenhängende Abfolge von Bildern mit Original-Tönen, wie etwa bei Radio-Features unterlegt. Durch die Kombination von Bildern und O-Tönen erhalten die Reportagen eine Dramaturgie.
Eberl leitet Kurse zur Audio-Slideshow an deutschen Hochschulen in München und Kiel sowie an Journalisten-Akademien im deutschsprachigen Raum: Institut zur Förderung publizistischen Nachwuchses Institut zur Förderung publizistischen Nachwuchses, MAZ – Institut für Journalismus und Kommunikation und Kuratorium für Journalistenausbildung.
Für den Reporterpreis 2015 wurde Matthias Eberl vom Reporter-Forum e.V. als Mitglied in die Jury berufen.
Eberl lebt und arbeitet in München.

## Auszeichnungen
- Deutscher Reporterpreis 2009 für Außen Puff, innen die Hölle (Beste Webreportage[4])

## Veröffentlichungen
Aufgeführt sind die Veröffentlichungen Eberls, die sich mit journalistischen Themen befassen:
- Moderne Diashows. Erschienen bei onlinejournalismus.de am 2. November 2008, online, zuletzt abgerufen am 26. Mai 2009. Zuerst erschienen in der Fachzeitschrift "Journalist" (09/2008)
- Typologie der Audio-Slideshow. Theorie und Praxis der narrativen Vermittlung. Erschienen bei rufposten.de am 4. Juli 2008, online, zuletzt abgerufen am 26. Mai 2009